# Boubacar Joseph Ndiaye
Boubacar Joseph Ndiaye (Rufisque, África Ocidental Francesa, 15 de outubro de 1922  - Dakar, Senegal, 6 de fevereiro de 2009) era o « conservador-mor » da Casa dos Escravos situada na ilha de Gorée, no Senegal.
Foi em 1964 que Boubacar Ndiaye transformou uma antiga casa de um dono de escravos num memorial que simboliza o tráfico e a deportação de 11 milhões de africanos para o continente americano entre os séculos XVI e XIX. Desde então que esse local foi visitado por milhares de turistas que ouviam da boca de Boubacar Ndiaye as histórias do sofrimento dos escravos que eram levados para as plantações americanas. A "Casa dos Escravos" insere-se na pitoresca e histórica ilha de Gorée, a qual foi classificada pela UNESCO, em 1978, como Património Mundial da Humanidade.
A personalidade de Boubacar Joseph Ndiaye inspirou a realização do filme Little Senegal (2001), dirigido pelo cineasta francês Rachid Bouchareb.